# Queen Street West

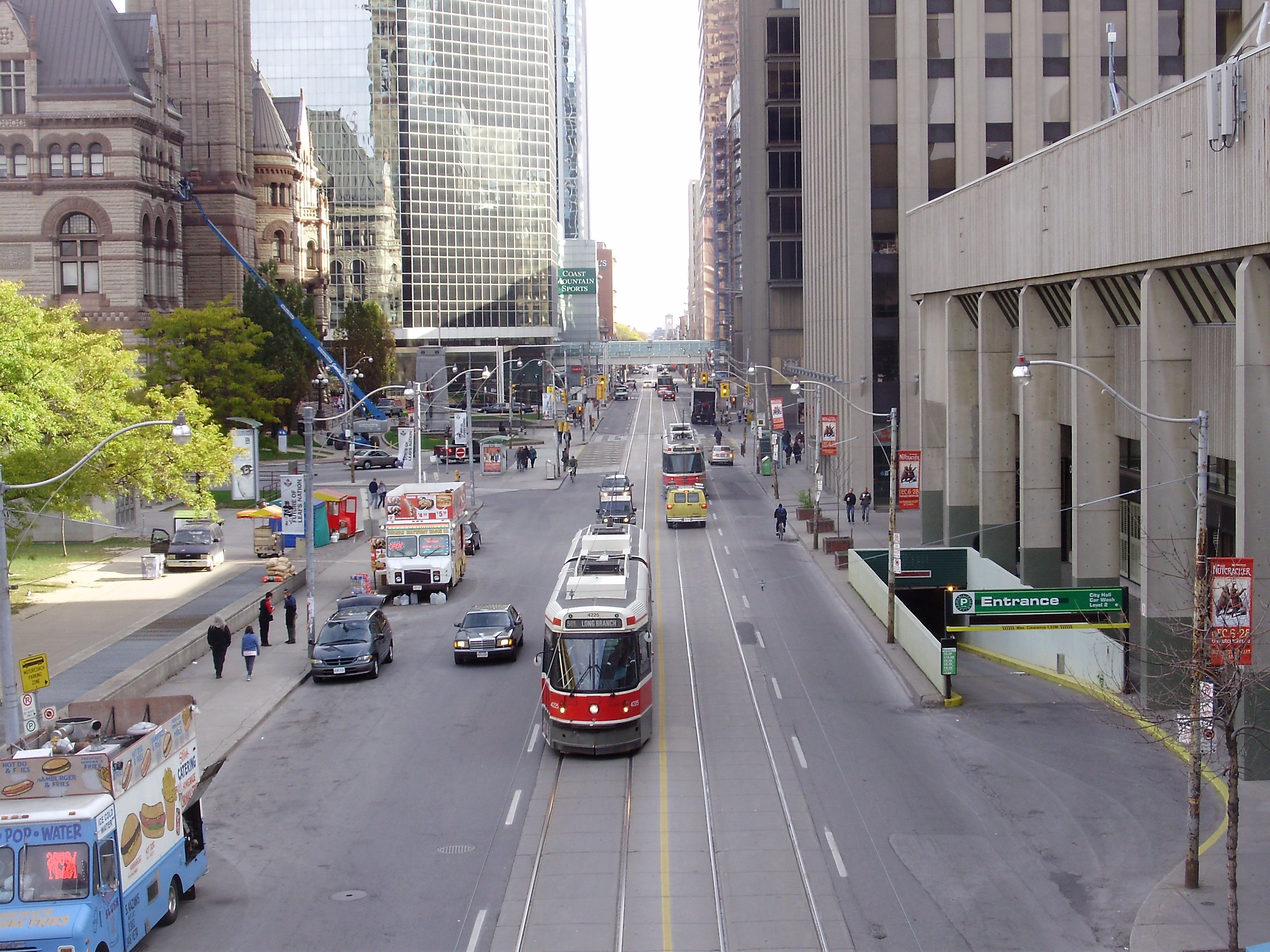
Queen Street West

Queen Street West désigne à la fois la partie Ouest de l'avenue du nom de Queen Street, artère principale de la ville de Toronto, dans la province de l'Ontario au Canada, et un ensemble de quartiers dont la zone peut être définie comme la partie située à l'Ouest de la rue Yonge. Queen Street West est une avenue en ligne droite d'Est en Ouest qui commence au croisement de King Street, The Queensway et Roncesvalles Avenue et s'étend jusqu'à Yonge Street, où elle prend alors le nom de Queen Street East.